# SPA直入
Sport & Safety Riding Field SPA直入（スポートアンドセーフティライディングフィールド・スパなおいり、SSRF SPA直入）は、カワサキモータースジャパンが所有する大分県竹田市直入町にあるサーキットである。通称「SPA直入」。

## 概要
全長1.430mのオンロードコースを有する二輪専用サーキット。
2021年時点、日本モーターサイクルスポーツ協会（MFJ）の公認サーキットである。

## オンロードコース
全長1.430mと、他のロードコースと比べると多少短いが、最大直線長420m、最大コース幅11mの本格的なロードコース。
年間に5回開催される本格的な草レース「スーパーサンデーフェスタ」や、ミニバイク、レーシングカート等のレースが行われるほか、サーキット主催の走行会「サーキットランフェスタ」、全日本ロードレース選手権の選手などがインストラクターを務める「ライディングスクール」、自転車のロードレースなど、さまざまなイベントが催されている。
また2016年からは九州ロードレース選手権シリーズのうち2戦が当地で開催されている。

## オフロードコース
オフロードバイク初心者から中上級者まで楽しめる「アドベンチャー林間コース」と名づけられた全長4.3kmのオフロードコースが存在したが、諸事情により2012年3月をもって閉鎖され、その広大な跡地は大分県竹田市に「森林整備などに役立てるため」名目の3,000万円の現金とともに竹田市に譲渡された。。

## 利用方法・走行ライセンス
貸切での利用のほか、コースライセンス所持者向けにスポーツ走行枠が設けられている。
詳細は直接施設に問い合わせること。

## サーキットクイーン
SPA直入のPR活動などを行う「サーキットクイーン」と呼ばれるイメージガールが存在する。2021年現在2名が活動している。

### 歴代メンバー
- 2017年 - 2018年：農上美都、樹未弥[注 1]
- 2019年 - 2020年:瑞木ティナ、ラニバスネ
- 2021年 - :木村ゆい、菜々瀬桃子

## アクセス
大分自動車道大分光吉インターチェンジより約25km。
大分自動車道湯布院インターチェンジより約35km。
九州自動車道熊本インターチェンジより約90km。